# Lola Lemos
Lola Lemos (Brea de Aragón, 1913 - Madrid, 2009) fou una actriu espanyola, germana del també actor Carlos Lemos. Tots dos pertanyien a una nissaga de còmics que es remunta al segle xviii.
Actriu de formació i presència fonamentalment escènica, debuta en el cinema el 1959 amb la pel·lícula Llegaron dos hombres (1959), arribant a participar en el rodatge d'una trentena de títols, entre els quals poden esmentar-se: Sor Citroën i ¿Qué hacemos con los hijos? (Pedro Lazaga, 1967), Crónica de nueve meses (Mariano Ozores, 1967), Zorrita Martínez (Vicente Escrivá, 1975), Extramuros (Miguel Picazo, 1985), Alegre ma non troppo (Fernando Colomo, 1994) o Cachito (Enrique Urbizu, 1996).
On va tenir més èxit va ser a la televisió. Des dels anys seixanta, va participar en espais com Historias para no dormir, Estudio 1 o Novela, la major popularitat tanmateix la va assolir en la seva última etapa professional, interpretant sempre un prototip de personatge d'àvia dolça i preocupada pels seus en sèries tan cèlebres en el seu moment com a Menudo es mi padre (1996-1998), interpretant la mare d'El Fary o Abierto 24 horas (2000-2001), donant vida al fantasma de la mare de Pilar Bardem.
A finals del 2008, Lola Lemos va aparèixer al llibre 34 actores hablan de su oficio, d'Arantxa Aguirre i José Luis López-Linares.

## Filmografia

### Cinema
Llargmetratges
| - Llegaron dos hombres (1959) - De espaldas a la puerta (1959) - Autopsia de un criminal (1963) - Nuevas amistades (1963) - La chica del gato (1964) - Fin de semana (1964) - Aquella joven de blanco (1965) - El cálido verano del Sr. Rodríguez (1965) - El bordón y la estrella (1966) - Tres perros locos, locos (1966) - Sor Citroen (1967) - Dos alas (1967) - ¿Qué hacemos con los hijos? (1967) - Crónica de nueve meses (1967) - El hueso (1967) - Oscuros sueños de agosto (1967) - Dos mil dólares por Coyote (1969) - Las nenas del mini-mini (1969) - Margarita y el lobo (1969) - ¿Es usted mi padre? (1971) - La orilla (1971) - Black story (La historia negra de Peter P. Peter) (1971) | - Nada menos que todo un hombre (1971) - Me has hecho perder el juicio (1973) - Odio mi cuerpo (1974) - El adúltero (1975) - El poder del deseo (1975) - Zorrita Martínez (1975) - Historia de 'S' (1979) - Aventuras de Pinín y sus amigos (1979) - Cinco tenedores (1979) - El gran secreto (1980) - Hijos de papá (1980) - Loca por el circo (1982) - Sobrenatural (1983) - Las autonosuyas (1983) - Las fantasías de Cuny (1984) - Extramuros (1985) - Solo o en compañía de otros (1991) - Fuera de juego (1991) - Alegre ma non troppo (1994) - Hermana, pero ¿qué has hecho? (1995) - Cachito (1996) - Cuarteto de La Habana (1999) |

Curtmetratges
- La musa y el fénix (1935)
- Crónica de un recuerdo (1967)
- El número (2001)
- Las viandas (2005)

### Televisió
| - Primera fila (1965) - Estudio 1 (1965-1983) - Novela (1965-1971) - Tiempo y hora (1966) - La pequeña comedia (1966) - Historias para no dormir (1966-1968) - Los encuentros (1967) - Teatro de siempre (1968-1971) - Hora once (1968-1973) - Gigantes y cabezudos (1969) - Las tentaciones (1970) - Páginas sueltas (1970) - La tía de Ambrosio (1971) - Obra completa (1971) - Historias de Juan Español (1972-1973) - Si yo fuera rico (1974) - Original (1975) - El teatro (1975) - La señora García se confiesa (1976) - Curro Jiménez (1976-1977) - Mujeres insólitas (1977) - Teatro estudio (1977) | - Cañas y barro (1978) - Los mitos (1979) - Teatro breve (1980) - El español y los siete pecados capitales (1980) - Cervantes (1981) - Anillos de oro (1983) - La comedia (1984) - Segunda enseñanza (1986) - Clase media (1987) - Primera función (1989) - Los ladrones van a la oficina (1993-1995) - La mujer de tu vida 2 (1994) - ¡Ay, Señor, Señor!(1994-1995) - Colegio mayor (1994) - Menudo es mi padre (1996-1998) - Hermanas (1998) - Compañeros (1998-2002) - La casa de los líos (1999) - Abierto 24 horas (2000-2001) - Hospital Central (2002-2006) - El comisario (2005) - MIR (2007) |